# Finca Élez
Finca Élez es un Vino de Pago procedente de Castilla-La Mancha, solo aplicable a vinos tintos y vinos blancos. La superficie del viñedo establecida, según Registro Vitícola, es de 38,8986 ha en el término municipal de El Bonillo (provincia de Albacete). La densidad de plantación estará comprendida entre 2.000 y 4.000 cepas/ha. La conducción se realiza en espaldera. Los sistemas de poda son Cordon Royat y Guyot. Las condiciones ecológicas son tenidas en cuenta a la hora de aplicar los riegos, por el sistema de goteo, apreciándose su necesidad mediante un examen visual del estado de las hojas.